# シャープ兄弟
シャープ兄弟（シャープきょうだい、The Sharpe Brothers）は、カナダ出身の兄弟によるプロレスのタッグチームである。日本プロレス協会主催のプロレス興行「蔵前国技館3連戦」に参戦するため1954年にボビー・ブランズらと共に来日し、日本のプロレスブームの火付け役となった。観客からの激しい憎悪を浴びるヒールであったが、兄弟共に大の親日家であった。

## メンバー
- 兄：ベン・シャープ（Ben Sharpe、1916年3月18日 - 2001年11月21日）
身長197cm、体重112kg。1936年ベルリンオリンピックのボート競技のエイト種目にカナダ代表として出場[3]。力道山に敬意を表して息子をリキ・シャープと命名した。
- 弟：マイク・シャープ（Mike Sharpe、1922年7月11日 - 1988年8月11日）
身長199cm、体重119kg。息子のアイアン・マイク・シャープ（マイク・シャープ・ジュニア）もプロレスラーとなり度々来日した。

## 来歴
カナダ・オンタリオ州ハミルトン出身。祖父がプロレスラー、父がプロボクサーという格闘技一家に生まれ、1947年にトロントでプロレスデビュー。1949年にカナダからアメリカに渡り、世界タッグ王座を獲得。
1954年に世界タッグ選手権者として来日し、2月19日に力道山&木村政彦とタッグマッチで対戦。この試合が日本初のプロレスの国際試合とされる。日本テレビとNHKが同時中継し、新橋駅西口広場の街頭テレビには2万人の群衆が殺到したという。初来日の際は5回対戦し、王座を保持したまま帰国した。
- 2月19日（東京・蔵前国技館） ノンタイトル61分3本勝負。1－1から時間切れ引き分け。
- 2月20日（東京・蔵前国技館） 3大シングルマッチ。力道山は2－1でベン・シャープに勝利、マイク・シャープは2－1で山口利夫を破り、木村政彦とボビー・ブランズは引き分け。
- 2月21日（東京・蔵前国技館） 世界タッグタイトルマッチ。1－1の引き分けで王座防衛。
- 2月27日（大阪府立体育館） 2度目の世界タッグタイトルマッチ。1－0のまま時間切れで王座防衛。
- 3月6日（東京・蔵前国技館） 3度目の世界タッグタイトルマッチ。1－0のまま時間切れで王座防衛。

1956年4月にチャンピオンとして再び来日。5月4日に力道山&遠藤幸吉にタイトルを奪われるが6日後に奪回し、王座を死守して帰国した。
- 4月24日（東京・蔵前国技館） 力道山&遠藤とノンタイトルで対戦。61分フルタイム引き分け。
- 4月25日（東京・蔵前国技館） 東富士とベンは両者リングアウトで引き分け、遠藤は2－1でシモノビッチに勝利、力道山はマイクとシングルで対戦し2－1で勝利。
- 4月26日（東京・蔵前国技館） 力道山&遠藤と世界タッグタイトルマッチ。1－1からドクターストップ引き分けで王座防衛。
- 5月2日から5月4日（大阪府立体育館で3連戦） 5月4日、タイトルマッチ時間無制限1本勝負。力道山が39分34秒にベンを体固めで破り世界タッグ王座初奪取。
- 5月10日（札幌中島スポーツセンター） 力道山&遠藤に挑戦。今度は61分3本勝負で行われ1－0で時間切れ。6日ぶりに王座を奪回。
- 6月7日（東京・蔵前国技舘） 力道山&遠藤との最終戦。1－1のまま時間切れ引き分けで王座を死守。

チームとしてのキャリア末期となる1960年には、エドワード・カーペンティア&サンダー・ザボー、エンリケ・トーレス&レオ・ノメリーニ、ディック・ハットン&サム・スティムボート、エル・グラン・ロザリオ&ジョー・スカルパ、ファビュラス・カンガルーズ（アル・コステロ&ロイ・ヘファーナン）、レッド・バスチェン&ルー・バスチェンなどのチームと対戦した。
1962年にベンが引退後もマイクは現役を続け、同年6月4日には大阪府立体育館でバディ・オースチンをパートナーに力道山&豊登からアジアタッグ王座を奪取している。マイクは1964年に引退した。